# Darkane
Darkane est un groupe suédois de thrash metal, originaire de Helsingborg. Ils sont connus pour ajouter des éléments symphoniques à leur musique, tels que des orchestres, des chœurs et des intermèdes acoustiques, mais aussi pour la technicité de leur musique.

## Biographie

### Débuts etRusted Angel(1998–2000)
À la séparation du groupe Agretator, le batteur Peter Wildoer et le guitariste Christofer Malmström sont rejoints par Klas Ideberg et le bassiste Jörgen Löfberg. Ce nouveau groupe, qu'ils appellent Darkane, formé en 1998 à Helsingborg, commence très vite à travailler sur des compositions agressives, techniques et brutales. Le nom du groupe est un jeu de mots entre les mots anglais dark (sombre) et arcane (mystérieux).
Christofer Malmström et Peter Wildoer sont également membres de Non-Human Level, un groupe à l'initiative du guitariste qui ne souhaitait pas renier le style de Darkane mais y intégrer des mélodies et des soli plus nombreux. Y participe aussi Peter Wildoer (normalement à la batterie pour Darkane) à la voix. Klas Ideberg fait partie de Terror 2000 avec Speed de Soilwork, ainsi que de The Defaced. Peter Wildoer fait partie de plusieurs autres projets tels que Electrocution 250, Old Man's Child, Pestilence et faisait autrefois partie du groupe Arch Enemy.
Darkane se lance dans l'enregistrement d'un premier album entre août et septembre 1998. Il publie son premier album, intitulé Rusted Angel, en 1999. À l'origine publié par le label Wrong Again Records en Scandinavie, la licence est rachetée par le label américain Regain Records, et l'album est réédité accompagné de quelques chansons live bonus. L'album est très bien accueilli par la presse spécialisée ; notamment, le site web metal.de et le webzine Chronicles of Chaos lui attribue une note excellente de 10 sur 10,. Après le départ de Lawrence Mackrory, Darkane recrute un nouveau chanteur, Andreas Sydow.

### InsanityetExpanding Senses(2001–2003)
Après avoir joué quelques festivals et concerts pendant plusieurs mois, le groupe signe avec le label Nuclear Blast, et revient en studio pour l'enregistrement de son deuxième album. Darkane publie donc l'album Insanity, produit par Daniel Bergstrand, qui marque les débuts du chanteur Andreas Sydow. En soutien à leur album, ils tournent aux États-Unis et participent notamment au Milwaukee Metalfest en 2001. L'album est aussi publié au Japon par le label Toys Factory, qui s'accompagne de quelques chansons bonus dont une réédition de Convicted.
Après quelques apparitions européennes et nord-américaine en 2001, le groupe commence à travailler sur son troisième album, Expanding Senses. Co-produit par Daniel Bergstrand et Örjan Örnkloo, ancien membre du groupe Misery Loves Company, Expanding Senses est publié en août 2002 par Nuclear Blast. En parallèle, la même équipe de production travaille sur Seethings, le premier album de Lawrence Mackrory, ancien membre de Darkane. Le groupe tourne brièvement au Royaume-Uni en novembre avec Criminal et Descent, et aux Pays-Bas avec Fuelblooded, avant de se tourner vers le Japon pour jouer aux côtés de Mastodon et High on Fire. Darkane jouera ensuite aux côtés de Behemoth en décembre en Pologne. En 2003, le groupe est annoncé au festival européen No Mercy organisé en avril la même année. Ils participent ensuite à plusieurs concerts en novembre avec Disbelief, Mnemic, et Death Angel. Cependant, après ces concerts, Wildoer est obligé de freiner ses activités dans le groupe à cause d'une vieille blessure qui remonte à février.

### Layers of Lies(2004–2007)
Au début de 2004, le groupe se met en pause pour permettre à Wildoer de récupérer. Pendant cette pause, le guitariste Christofer Malmström publie un album solo, intitulé Non Human Level, une compilation de chansons exclusives enregistrées entre 1998 et 2004. Klas Ideberg, revient à son groupe Terror 2000. Mackory, lui, redevient bassiste pour le groupe de thrash metal Enemy is Us. À la fin de 2004, Wildoer revient, et le groupe se concentre sur son quatrième album, Layers of Lies en octobre 2004.
En janvier 2005, Andreas Sydow participe aux morceaux de guitare au sein du groupe de thrash metal espagnol Legen Beltza, sur une chanson intitulée War of Wars, incluse sur leur album Dimension of Pain. Layers of Lies est finalement publié le 27 juin 2005 au label Nuclear Blast, et bien accueilli dans son ensemble par la presse spécialisée,,. La version japonaise de l'album s'accompagne de la chanson bonus Subliminal Seduction. Entre-temps, le guitariste Christofer Malmström signe un contrat au label français Listenable Records pour son projet solo, Non-Human Level.
Après de grosses tournées, le groupe compte publier un DVD compilation intitulé Layers of Live. Mais celui-ci sera repoussé jusqu'en 2010. Le 13 août 2007, le chanteur Andreas Sydow annonce durant l'été son départ du groupe, et sera remplacé par Jens Broman (ancien chanteur de The Defaced et Construcdead) le 25 octobre 2007. En 2009, le guitariste Christofer Malmstrom explique qu'« Andreas a quitté Darkane parce qu'il a réalisé qu'on se consacrait plus de temps à Darkane que lui ne pouvait le faire. Il préférait qu'on recrute un autre chanteur qui puisse se consacrer plus à Darkane. C'était assez dommage, mais on l'a pris comme un défi et on a tenté d'essayer un truc nouveau. Essayer de recruter un chanteur qui puisse encore mieux nous propulser. Jens nous est venu directement en tête, parce qu'on savait de quoi il était capable. Alors on lui a demandé de nous rejoindre. On est très content. Jens était comme un membre de Darkane depuis le début. Il a le même état d'esprit que nous ; il aime rire et passer du bon temps, mais c'est très important de se concentrer sur nos performances... »

### Demonic Art(2008–2011)
Le 6 octobre 2007, un nouvel album de Darkane est annoncé sous le titre de Demonic Art. Il est par la suite publié le 24 octobre 2008. Darkane participe à une longue tournée en Amérique du Nord au début de 2009 aux côtés de Soilwork, Warbringer et Swallow the Sun ; la tournée débute le 30 janvier 2009 à Rochester, New York au Penny Arcade, puis le 22 mars au Sonar de Baltimore, dans le Maryland. Cependant, Klas Ideberg quitte la tournée pour cause de maladie, et est remplacé pendant neuf concerts par Toby Knapp du groupe Onward. Malheureusement, son rmeplaçant tombe aussi malade, et Darkane doit finir sa tournée en quatuor.
Le 6 août 2011, le départ de Jens Broman est annoncé, pour des raisons personnelles. Il est remplacé par l'ancien chanteur de Darkane, Lawrence Mackrory.

### The Sinister Supremacy(depuis 2012)
Le 30 juillet 2012, Darkane annonce son retour en studio pour l'enregistrement de son sixième album, qu'ils prévoient pour début 2013. Il s'agit de leur premier album en l'espace de six ans, depuis la sortie de leur album Demonic Art en 2008, et de leur premier album faisant participer Lawrence Mackrory au chant depuis Rusted Angel en 1999. L'album, intitulé The Sinister Supremacy est annoncé pour le 28 juin 2013. 
La liste des titres et la couverture sont révélées le 9 mai 2013. La couverture est réalisée par Carlos Holmberg (ex-Soilwork).

## Membres

### Membres actuels
- Jörgen Löfberg - basse (depuis 1998)[1]
- Peter Wildoer - batterie (depuis 1998)[1]
- Klas Ideberg - guitare (depuis 1998)[1]
- Christofer Malmström - guitare (depuis 1998)[1]
- Lawrence Mackory - chant (1998–1999, depuis 2011)[1]

### Anciens membres
- Bjorn « Speed » Strid - chant (1998)[1]
- Andreas Sydow - chant (sur les albums Insanity, Expanding Senses, Layers of Lies) (1999-2007)[1]
- Jens Broman - chant (2007-2011)[1]

## Discographie

### Albums studio
- 1999 : Rusted Angel
- 2001 : Insanity
- 2002 : Expanding Senses
- 2005 : Layers of Lies
- 2008 : Demonic Art
- 2013 : The Sinister Supremacy
- 2022 : Inhuman Spirits

### Autres
- A Tribute to Accept (reprise de Restless and Wild, de Accept)
- A Tribute to the Beast (reprise de Powerslave de Iron Maiden)